# Adam Ratajczyk
Adam Ratajczyk (Varsavia, 12 giugno 2002) è un calciatore polacco, centrocampista dell'Arka Gdynia.

## Caratteristiche tecniche
È un esterno sinistro.

## Carriera

### Club
Cresciuto nel settore giovanile del ŁKS, debutta in prima squadra il 16 marzo 2019 in occasione dell'incontro di I liga vinto 3-0 contro il Warta Poznań; al termine della stagione ottiene la promozione in Ekstraklasa, dove esordisce il 26 ottobre nella gara interna vinta 2-0 contro il Raków Częstochowa. Al termine della stagione il club retrocede nuovamente e Ratajczyk dopo aver disputato le partite iniziali della nuova stagione, si trasferisce a titolo definitivo allo Zagłębie Lubin.

### Nazionale
Ha giocato nella nazionale polacca Under-20.

## Statistiche
Statistiche aggiornate al 3 aprile 2021.

### Presenze e reti nei club
| Stagione        | Squadra         | Campionato      | Campionato | Campionato | Coppe nazionali | Coppe nazionali | Coppe nazionali | Coppe continentali | Coppe continentali | Coppe continentali | Altre coppe | Altre coppe | Altre coppe | Totale | Totale | Totale |
| Stagione        | Squadra         | Comp            | Pres       | Reti       | Comp            | Pres            | Reti            | Comp               | Pres               | Reti               | Comp        | Pres        | Reti        | Pres   | Reti   |        |
| --------------- | --------------- | --------------- | ---------- | ---------- | --------------- | --------------- | --------------- | ------------------ | ------------------ | ------------------ | ----------- | ----------- | ----------- | ------ | ------ | ------ |
| 2018-2019       | ŁKS             | 1L              | 2          | 0          | CP              | 0               | 0               |                    | -                  | -                  |             | -           | -           | 2      | 0      |        |
| 2019-2020       | ŁKS             | EK              | 18         | 1          | CP              | 2               | 0               |                    | -                  | -                  |             | -           | -           | 20     | 1      |        |
| ago.-ott. 2020  | ŁKS             | 1L              | 4          | 0          | CP              | 1               | 0               |                    | -                  | -                  |             | -           | -           | 5      | 0      |        |
| ott. 2020-2021  | Zagłębie Lubin  | EK              | 7          | 0          | CP              | 0               | 0               |                    | -                  | -                  |             | -           | -           | 7      | 0      |        |
| Totale carriera | Totale carriera | Totale carriera | 31         | 1          |                 | 3               | 0               |                    | -                  | -                  |             | -           | -           | 34     | 1      |        |

## Palmarès

### Club

#### Competizioni nazionali
- Campionato polacco di seconda divisione: 1

Arka Gdynia: 2024-2025